# Anatole Kuragin
Il principe Anatole Vasilievič Kuragin (in russo Анатоль Васильевич Курагин?) è un personaggio del romanzo Guerra e pace di Lev Tolstoj.
È figlio del principe Vasilij Kuragin e fratello di Hélène e Hippolite. Viene descritto come un bel seduttore, che vede la vita come un divertimento ininterrotto. Inizialmente dovrà sposarsi, anche se riluttante, con la principessa Marja, la quale però non l'accetterà. Riuscirà a sedurre Nataša Rostova, tentando in seguito di fuggire con lei benché sia segretamente sposato; il suo piano non riesce grazie all'intervento della zia di lei, Marja Dmitrevna, ma sarà comunque la causa della fine del fidanzamento tra Nataša e il principe Andrej; quest'ultimo, colpito da una granata nella battaglia di Borodino, lo ritrova tra i feriti, poiché aveva subìto un'amputazione alla gamba.
Nel primo abbozzo dell'opera Tolstoj aveva inserito un personaggio chiamato "Petr", precursore sia di Pierre che di Anatole.

## Analisi del personaggio
Anatole, insieme al resto dei componenti la famiglia Kuragin, rappresenta tutto ciò che è portatore di male, di corruzione e di depravazione, di un'esistenza basata su falsi valori.
Compare nei seguenti film tratti dal romanzo:
- 1956: Guerra e pace (War and Peace) di King Vidor
- 1967: Guerra e pace (Война и мир) di Sergej Fëdorovič Bondarčuk
- 1972: Guerra e pace (War and Peace) di John Davies
- 2007: Guerra e pace di Robert Dornhelm
- 2016: Guerra e pace (War and Peace) di Tom Harper